# Paragould, Arkansas
Paragould, Arkansas (енгл. Paragould) град је у америчкој савезној држави Арканзас.

## Демографија
По попису из 2010. године број становника је 26.113, што је 4.096 (18,6%) становника више него 2000. године.
| Група             | 2000.          | 2010.          |
| Белци             | 21.370 (97,1%) | 24.643 (94,4%) |
| Афроамериканци    | 31 (0,1%)      | 199 (0,8%)     |
| Азијати           | 48 (0,2%)      | 89 (0,3%)      |
| Хиспаноамериканци | 292 (1,3%)     | 743 (2,8%)     |
| Укупно            | 22.017         | 26.113         |